# Бэмби Вудс
Бэ́мби Вудс (англ. Bambi Woods; род. 12 июля 1955, Пирр) — американская порноактриса и стриптизёрша.

## Биография
Дебра Десанто или Барбара Вудсон (возможно, одно из этих двух имён является настоящим) родилась 12 июля 1955 года в городке Пирр (Южная Дакота, США).
Начала карьеру порноактрисы и стриптизёрши. Ошеломляющий успех пришёл к ней после исполнения главной роли в порнофильме 1978 года (разгар эпохи порношика) «Дебби покоряет Даллас», где Вудс (которой продюсер Джим Кларк дал псевдоним Бэмби Вудс в честь диснеевского оленёнка) сыграла главную роль. «Изюминкой» ленты стали сцены её несимулированного секса с известным актёром Робертом Керменом. Также её изображение на постере этой ленты в характерном костюме породило устойчивые слухи, что Вудс была членом группы «Чирлидерши „Далласских Ковбоев“». Действительно, в своё время девушка пыталась стать участницей этой группы, но её не взяли.
После «Дебби…» Вудс стали приглашать в культовые нью-йоркские ночные клубы и дискотеки, например, «Студия 54» и Plato's Retreat.
В 1981 году Вудс сыграла ту же роль в продолжении нашумевшего фильма, в 1985 году — в третьей его части, но никакого успеха эти картины не имели, тем более актриса не позволила себе более таких откровенных сцен, как в первой части.

### Исчезновение. Предполагаемая смерть
В 1985 году, как уже говорилось, на экраны вышел фильм «Дебби покоряет Даллас 3», где Вудс сыграла главную роль, после чего актриса пропала. О её судьбе ходило много толков.
В 2005 году австралийская газета The Age заявила, что Бэмби Вудс скончалась в 1986 году от передозировки наркотиков. В том же году в документальном фильме Debbie Does Dallas Uncovered продюсер Джим Кларк сообщил, что в середине 1990-х годов поисками исчезнувшей актрисы занимался частный детектив, который выяснил, что Вудс живёт обычной жизнью в городе Де-Мойн (столица штата Айова) и старается всячески забыть свою кинематографическую молодость.
Также о смерти актрисы от передозировки наркотиков сообщает, хоть и с оговоркой на отсутствие неопровержимых доказательств, немецкое издание Die Zeit.
В 1998 году Вудс была включена в Зал славы AVN.